# Alizaringelb R
Alizaringelb R ist ein gelber Azofarbstoff.
Neben Methylrot, Methylorange und anderen Azofarbstoffen wird auch Alizaringelb R als Farbindikator bei pH-Titrationen verwendet. Ausgehend von niedrigem pH-Wert schlägt die Farbe im Bereich von 10,0 bis 12,0 von Hellgelb nach Orangerot um.
Alizaringelb R zählt trotz seines Namens nicht zu den Alizarinfarbstoffen bzw. Alizarin-Derivaten, die sich vom Anthrachinon ableiten.

## Herstellung
Alizaringelb R wird durch Diazotierung von 4-Nitroanilin und anschließender Azokupplung mit Salicylsäure hergestellt.